# Організація бази на Фунафуті
Організація бази на Фунафуті – один із заходів, проведених союзниками під час Другої світової війни, спрямований на протидію японцям у східній частині Мікронезії. 
Майже одразу після нападу на Перл-Гарбор японці з’явились на півночі островів Гілберта та облаштували там базу гідроавіації на атолі Бутарітарі. У середині серпня 1942-го на неї здійснили диверсійний напад американські морські піхотинці, котрі знищили дві третини його невеликого гарнізону та підірвали склад авіаційного пального. Це підштовхнуло японців до облаштування більш надійного контролю над архіпелагом Гілберта, внаслідок чого вони з’явились ще на двох атолах, зокрема, почали спорудження значної бази на Тараві.
Зі своєї сторони, союзники вирішили облаштувати базу на атолі Фунафуті у групі островів Елліс, приблизно за тисячу триста кілометрів на південь-південний схід від Тарави. Як і на багатьох мікронезійських островах, до того тут були присутні нечисленні представники новозеландської армії – два військовослужбовця. Нарешті, 2 жовтня 1942-го на Фунафуті висадили військовослужбовців 5-го батальйону берегової оборони зі складу корпусу морської піхоти (5th Marine Defense Battalion). Їх доставили сюди з Самоа на чотирьох транспортах, котрі охороняли крейсер «Честер» та кілька есмінців. Невдовзі на Фунафуті прибув легкий крейсер «Сан-Хуан», який привіз на палубі вантаж 20-мм зенітних гармат (після цього він вирушив у рейд на острови Гілберта, котрий відбувся 15 жовтня).
Одразу після висадки розпочалось днопоглиблення у проході, котрий веде до лагуни атолу, а також гідрографічні роботи з виявлення мілин, так що у підсумку в лагуні створили якірну стоянку, здатну прийняти біля сотні суден. Так само вели роботи і над спорудженням аеродрому, котрий був готовий вже за місяць. Для його створення бульдозерами знесли тисячі пальм, а як будівельний матеріал активно використовували тверді корали.
Японці не знали про появу бази на Фунафуті аж до середини весни 1943-го. Після отримання такої інформації, 22 квітня вони здійснили два бомбардувальні нальоти на атол. Після надходження повідомлення про атаку майже сім сотень острів’ян зібрались у найміцнішій споруди острова – церкві. Один з морських піхотинців вирішив перемістити їх до виритих у землі укрить, що виявилось надзвичайно вдалим вчинком, оскільки під час наступної атаки велика бомба пробила дах церкви та вибухнула всередині. Зазначені нальоти були першим та останнім значним нападом японців на Фунафуті.
У червні 1943-го на атолі завершили нове, більше летовище, з якого надалі провадилась розвідка островів Гілберта та Маршаллових островів.